# MT-1
MT-1 – polski wodnoszybowiec z okresu międzywojennego, jedyny wodnoszybowiec polskiej konstrukcji.

## Historia

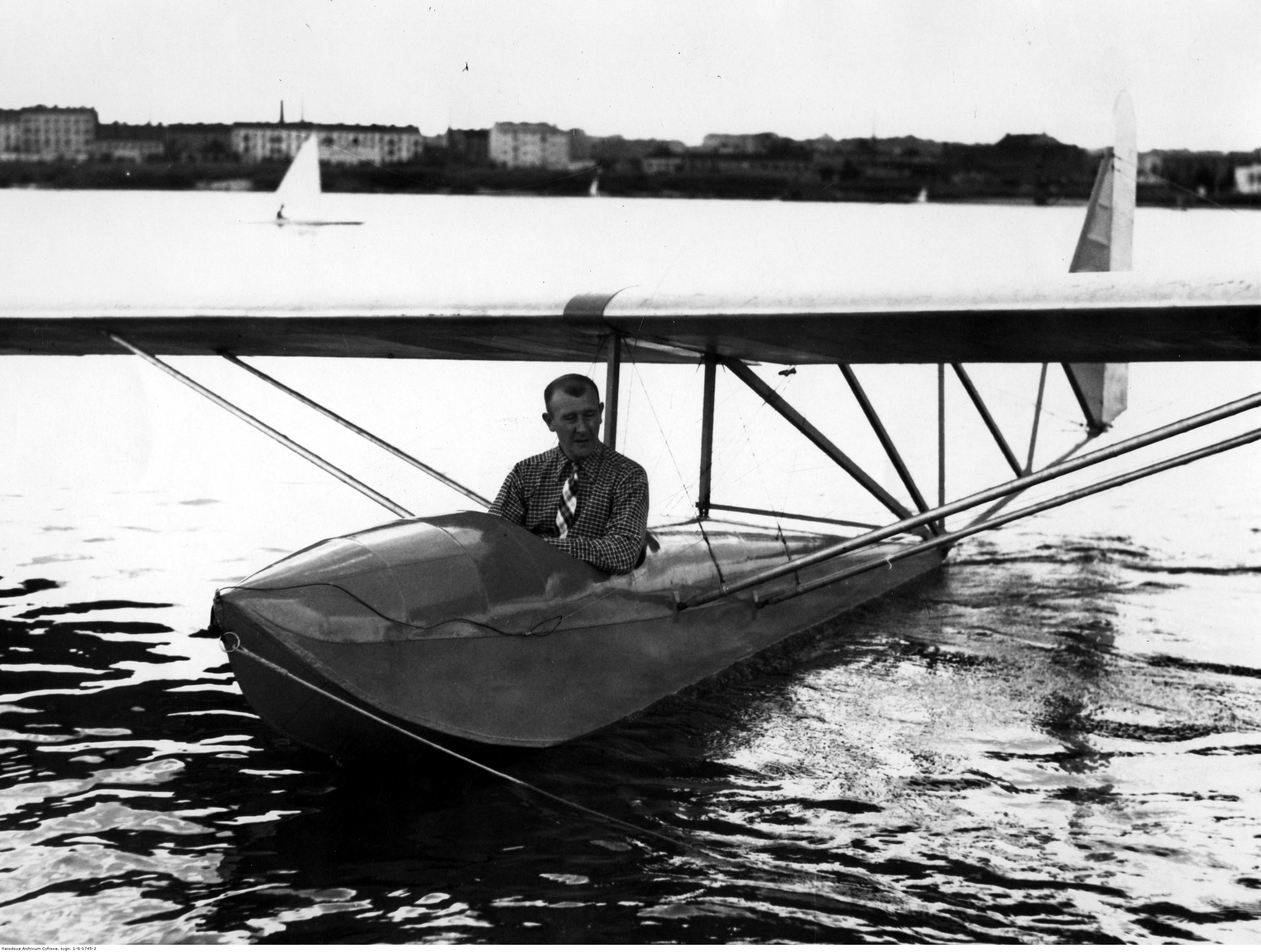
Wodnoszybowiec MT-1 podczas prób na Wiśle, w kabinie Mieczysław Szczudłowski

Do 1935 roku wodnoszybownictwo było uprawiane wyłącznie w Niemczech i Portugalii, prace nad tym zagadnieniem trwały dodatkowo we Francji. W roku akademickim 1934/1935 dwóch studentów Politechniki Warszawskiej, dzięki inicjatywie prof. Czesława Witoszyńskiego, Henryk Tomaszewski i Aleksander Muraszew, należących do Sekcji Lotniczej Koła Mechaników Studentów Politechniki Warszawskiej, opracowało projekt wodnoszybowca łodziowego i była to pierwsza konstrukcja tego typu w Polsce. 
Ponieważ była to ciekawa konstrukcja fundusze na jego budowę przekazał Związek Strzelecki, Liga Obrony Powietrznej i Przeciwgazowej i Liga Morska i Kolonialna. Konstrukcja otrzymała oznaczenie MT-1 (skrót od nazwisk konstruktorów), budowę prototypu rozpoczęto w Harcerskich Warsztatach Szybowcowych w Warszawie w sierpniu 1935 roku. Budowę zakończono 1 maja 1936 roku, koszt wyniósł 4500 zł. Konstruktorzy docelowe przewidywali zamontowanie na szybowcu silnika W. Zalewskiego i J. Palkiewicza Bobo o mocy 9,5 KM, jednak tego pomysłu nie zrealizowano.
W maju 1936 roku dokonano oblotu gotowego wodnoszybowca MT-1 na lotnisku mokotowskim w Warszawie, przy czym płatowiec miał zdjęte boczne pływaki oraz zamontowaną płozę, co umożliwiało start z lotniska, a holowanie odbywało się za samochodem. Próbne loty wykonali piloci Wacław Ulass, Brzeski i mjr Mieczysław Szczudłowski. Z ziemi próby obserwowali Szczepan Grzeszczyk i Antoni Kocjan. Wykonano ok. 20 lotów, w wyniku których IBTL zażądał poprawek w konstrukcji polegających na wzmocnieniu kratownicy kadłuba. Po ich wprowadzeniu rozpoczęto próby startu z powierzchni wody, próby odbywały się na Wiśle a wodnoszybowiec był holowany przy pomocy ślizgowca z silnikiem o mocy 26 KM i motorówki z silnikiem o mocy 50 KM. Ogółem na Wiśle wykonano 60 lotów, w których wzięli udział piloci: Stanisław Piątkowski, Aleksander Onoszko, mjr M. Szczudłowski, Adam Jaskólski i Jan Pełka. Podczas tych prób stwierdzono, że szybowiec bardzo dobrze zachowuje się na powierzchni wody (nawet przy falach dochodzących do 90 cm), startuje przy niewielkiej prędkości i poprawnie ląduje. Problemem było manewrowanie szybowcem na powierzchni wody z uwagi na zanurzanie się ogona w wodzie podczas holowania z małymi prędkościami.
Próby startu z powierzchni wody spowodowały zainteresowanie się tą konstrukcją wojska, które latem 1936 roku postanowiło zorganizować próbny kurs pilotażu wodnoszybowca w Morskim Dywizjonie Lotniczym w Pucku. Kurs odbywał na wodach zatoki Puckiej we wrześniu 1936 roku ukończyło go dwóch pilotów: por. mar. pil. Adolf Stempkowski i ppor. mar. pil. Józef Rudzki. Instruktorem odpowiadającym za szkolenie był mjr pilot Mieczysław Szczudłowski. Ogółem wykonano 100 lotów, odbyły się przy wietrze od 2 do 8 m/sek i fali wysokości 20–60 cm. Do startu wystarczał czas od 6 do 20 sekund. Przy wietrze powyżej 8 m/s loty były zawieszane. Dowództwo MDLot eksperyment z kursem uznało za udany, stwierdzając, że szkolenie pilotów morskich przy użyciu wodnoszybowca było bardzo tanie i bezpieczne. Wadą szybowca był zbyt wielka masa własna, która uniemożliwiała wykonywanie lotów żaglowych, za zaletę uznano prostą konstrukcję i łatwość demontażu wersji lądowej na wodną (ok. 10 min.). W grudniu 1936 roku skierowano go do Instytutu Lotnictwa w Warszawie, gdzie miano przeprowadzić dalsze badania. 
Badania zakończono w połowie 1937 roku i zlecono opracowanie nowego wodnoszybowca oznaczonego wstępnie MT-2, co miało rozpocząć się w roku 1939, lecz z uwagi na wybuch wojny nie zostało wykonane. Natomiast wodnoszybowiec MT-1 skierowano do Ośrodka Szkoleniowego LOPP w Suwałkach, gdzie wykonano na nim loty. 
W 1938 roku wodnoszybowiec był prezentowany na Ogólnopolskiej Wystawie Lotniczej we Lwowie. Szybowiec został potem umieszczony w hangarze na lotnisku mokotowskim, gdzie uległ zniszczeniu podczas bombardowania we wrześniu 1939 roku.

## Opis konstrukcji
Wodnoszybowiec łodziowy w układzie zastrzałowego górnopłatu o konstrukcji drewnianej. 
Płat dwudźwigarowy o obrysie zaokrąglonego prostokąta, podparty zastrzałami z rur stalowych. Pokryty do pierwszego dźwigara sklejką olszową o grubości 1,5 i 1 mm, na pozostałej powierzchni płócienne. Napęd lotek linkowy. Pod skrzydłem zamontowane dwa pływaki pomocnicze o konstrukcji mieszanej drewniano-płóciennej. Istniała możliwość demontażu pływaków podczas używania szybowca na lądzie.
Kadłub z łodziowym przodem i kratą ogonową. Przód, o konstrukcji półskorupowej, stanowił główny pływak z trzema komorami wodoszczelnymi, mieścił kabinę pilota. Krata o konstrukcji drewnianej przechodziła w statecznik pionowy. Krata w płaszczyźnie poziomej usztywniona do płatów linkami i drutami. Pod kadłubem można było zamontować płozę, co umożliwiało start z powierzchni ziemi. Do holowania szybowca można było używać samochodu (przy starcie z powierzchni ziemi) lub motorówki (przy starcie z powierzchni wody). Kabina pilota otwarta, fotel amortyzowany.
Usterzenie poziome dwudzielne. Wszystkie stateczniki kryte sklejką, a powierzchnie sterów płótnem.